# 圣克拉拉轻轨

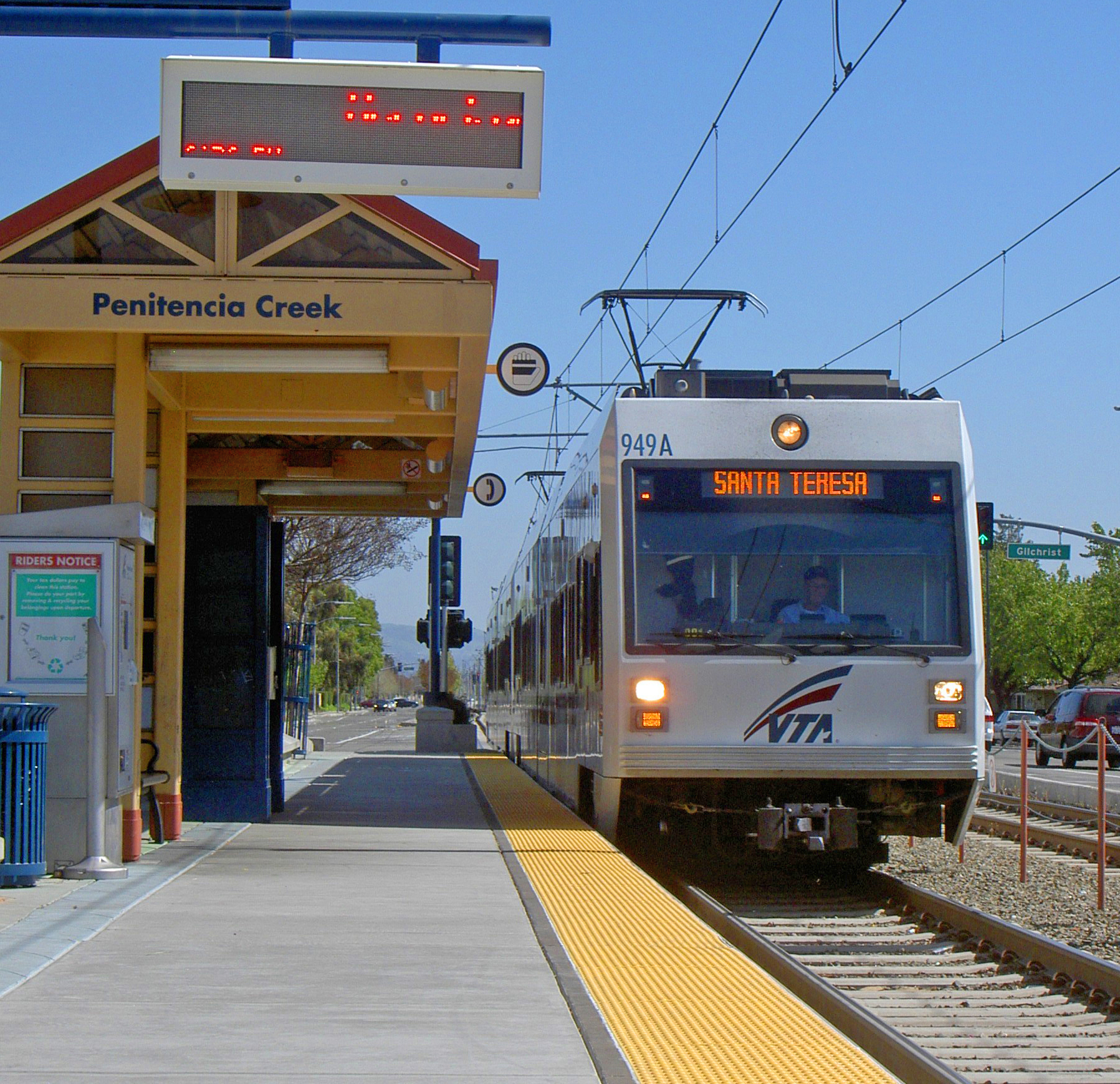
圣克拉拉轻轨

轻轨系统地图

圣克拉拉轻轨（英語：VTA Light Rail），全称是圣克拉拉谷交通局轻轨（Santa Clara Valley Transportation Authority light rail） ，是在美国加利福利亚州圣何塞及圣克拉拉地区（硅谷）由圣克拉拉谷交通局运营的一个轻轨系统。该系统有三条线路，62个车站，总长42.2英里（67.91） ，日客流量3.4万人。

## 线路
该系统有三条线路：蓝线、綠线及橙线。蓝线及绿线到了市区共享同一段主干线路。橙线是一条只有三个站的接驳线路。